# Ermita de San Elías (La Eliana)
La ermita de San Elías es una sencilla edificación situada en la calle Ave María, 6 (cruce con la calle Francisco Alcayde) en La Eliana, que durante algunas décadas entre el siglo XIX y principios del siglo XX fue usada provisionalmente para el culto y fue la primera capilla pública de La Eliana. Esta construcción (junto con el edificio anexo de tres plantas, hoy convertido en viviendas) es la más antigua de La Eliana.

## Descripción
Es un pequeño edificio de planta rectangular, de una sola nave, muros de tapial, paredes encaladas, con cubierta de teja árabe a dos aguas, una sola puerta de entrada con arco de medio punto y dos pequeñas ventanas a los lados. El interior no posee ninguna decoración y no queda nada del modesto mobiliario religioso que en su día debió poseer. La construcción es de finales del siglo XVI o principios del siglo XVII. Actualmente aloja un negocio de restauración.

## Historia
Esta capilla tiene origen en el convento carmelitano de La Eliana. Pero erróneamente se ha creído que era el oratorio interno de los carmelitas o una capilla que ellos abrieron para el culto público. Ambas cosas son erróneas. El convento efectivamente poseía un oratorio interno dedicado a la Virgen del Carmen, tal como consta en el Inventario de los muebles y bienes del convento de La Eliana que se realizó el 12 de agosto de 1835 durante la desamortización. Naturalmente ese oratorio se hallaba integrado dentro de los muros del convento (no un edificio aislado como la ermita de San Elías). Pero ese oratorio desapareció junto con el convento cuando se construyó el palacio del marqués. Además en el antedicho inventario no consta que existiese ninguna ermita abierta al público. Tampoco se conserva rastro de una tal capilla pública en La Eliana en el rico archivo parroquial (siglo XVII-XX) de la iglesia de Sant Jaume de La Pobla de Vallbona, que sí menciona otros oratorios públicos y privados.
Durante el marquesado, al aumentar el número de vecinos de La Eliana, surgió la necesidad de un lugar de culto público, según parece por iniciativa popular. Fue así que una dependencia del antiguo convento, originalmente un antiguo almacén de herramientas agrícolas, fue reconvertido en ermita y puesto bajo la advocación de san Elías, el patrón de los carmelitas.
No consta en ningún documento que este edificio llegase a ser alguna vez reconocido oficialmente por la Iglesia como lugar de culto. Cuando a finales del siglo XIX se concluyó la construcción de la iglesia de Nuestra Señora del Carmen, decayó la importancia del oratorio, y se sabe que durante la Guerra Civil ya había vuelto a ser utilizado como almacén y así se mantuvo durante varias décadas.
A partir de la década de los 80 del siglo pasado ha alojado diversos negocios de restauración.